# Ferdinand August von Dehn
Ferdinand August von Dehn (1689 – 13. december 1760 i Rendsborg) var en dansk officer og kammerherre. Han var broder til Friedrich Ludwig von Dehn og Conrad Detlev von Dehn.
Han begyndte som page, blev 1709 sendt til Flandern som fænrik ved Prins Carls Infanteriregiment, blev 1710 sekondløjtnant og 1711 forsat til Garden til Fods. 1714-17 var han tjenstgørende ved Landkadetkompagniet, hvornæst han blev kaptajn ved Dronningens Livregiment, men kom 1721 tilbage til Garden. 1730 blev han oberstløjtnant ved Jyske gevorbne Regiment og fik 1734 obersts karakter.
Da nationalmilitsen indførtes i hertugdømmerne 1737, blev Dehn chef for det Slesvigske Regiment, og i denne stilling er det, at han navnlig har gjort sit navn bekendt. udskrivningen, der var noget ukendt i disse provinser, vakte nemlig megen misnøje, navnlig i de vestlige egne, hvor marskbønderne endog 1740 truede med oprør. Dehn forstod dog i kort tid at bringe lydighed og ro til veje "uden Blodsudgydelse, og uden at noget Menneske blev hængt", som Christian VI med øjensynlig tilfredshed noterer. 1742 fik Dehn kammerherrenøglen. Da det året efter så ud til krig med Sverige, blev han ansat som generaladjudant hos markgrev Frederik Ernst af Brandenburg-Kulmbach, overgeneral for den på Sjælland mobiliserede styrke.
1747 ombyttede Dehn sit nationalregiment med det nyoprettede Møenske gevorbne Regiment i Rendsborg. 1749 blev han generalmajor, 1752 Ridder af Dannebrog, 1756 generalløjtnant. Ved troppesamlingen i Holsten 1758 og følgende år var han divisionskommandør; 1758 blev han derhos kommandant i Rendsborg, hvor han døde 13. december 1760. Han var ikke gift.
Han er gengivet i et portrætmaleri på Tranekær.